# Аруба на Олимпийских играх
Аруба впервые приняла участие в Олимпийских играх в 1988 году и с тех пор регулярно направляет своих атлетов на летние Игры. В зимних Олимпийских играх Аруба участия не принимала. Спортсмены из Арубы не завоевали ни одной олимпийской медали.
Олимпийский комитет Арубы образован в 1985 году, и признан МОК в 1986 году. До этого Аруба выступала на Играх в составе Нидерландских Антильских островов. Отдельной территорией в составе Королевства Нидерландов Аруба стала в 1986 году.

## Таблица медалей

### Летние Олимпийские игры
| Игры                | Спортсменов                                                              | Золото                                                                   | Серебро                                                                  | Бронза                                                                   | Всего                                                                    | Место                                                                    |                                                                          |
| ------------------- | ------------------------------------------------------------------------ | ------------------------------------------------------------------------ | ------------------------------------------------------------------------ | ------------------------------------------------------------------------ | ------------------------------------------------------------------------ | ------------------------------------------------------------------------ | ------------------------------------------------------------------------ |
| 1952—1984           | Спортсмены выступали в составе сборной Нидерландских Антильских островов | Спортсмены выступали в составе сборной Нидерландских Антильских островов | Спортсмены выступали в составе сборной Нидерландских Антильских островов | Спортсмены выступали в составе сборной Нидерландских Антильских островов | Спортсмены выступали в составе сборной Нидерландских Антильских островов | Спортсмены выступали в составе сборной Нидерландских Антильских островов | Спортсмены выступали в составе сборной Нидерландских Антильских островов |
| 1988 Сеул           | 8                                                                        | 0                                                                        | 0                                                                        | 0                                                                        | 0                                                                        | —                                                                        |                                                                          |
| 1992 Барселона      | 5                                                                        | 0                                                                        | 0                                                                        | 0                                                                        | 0                                                                        | —                                                                        |                                                                          |
| 1996 Атланта        | 3                                                                        | 0                                                                        | 0                                                                        | 0                                                                        | 0                                                                        | —                                                                        |                                                                          |
| 2000 Сидней         | 4                                                                        | 0                                                                        | 0                                                                        | 0                                                                        | 0                                                                        | —                                                                        |                                                                          |
| 2004 Афины          | 4                                                                        | 0                                                                        | 0                                                                        | 0                                                                        | 0                                                                        | —                                                                        |                                                                          |
| 2008 Пекин          | 2                                                                        | 0                                                                        | 0                                                                        | 0                                                                        | 0                                                                        | —                                                                        |                                                                          |
| 2012 Лондон         | 4                                                                        | 0                                                                        | 0                                                                        | 0                                                                        | 0                                                                        | —                                                                        |                                                                          |
| 2016 Рио-де-Жанейро | 7                                                                        | 0                                                                        | 0                                                                        | 0                                                                        | 0                                                                        | —                                                                        |                                                                          |
| 2020 Токио          | 3                                                                        | 0                                                                        | 0                                                                        | 0                                                                        | 0                                                                        | —                                                                        |                                                                          |
| Итого               | Итого                                                                    | 0                                                                        | 0                                                                        | 0                                                                        | 0                                                                        |                                                                          |                                                                          |